# Outer Range
Outer Range (en español, Fuera de rango) es una teleserie estadounidense del género western y ciencia ficción creada por Brian Watkins. Cuenta con un reparto que incluye a Josh Brolin, Imogen Poots, Lili Taylor, Tom Pelphrey, Tamara Podemski y Lewis Pullman.
La serie se estrenó el 15 de abril de 2022 en Amazon Prime Video. En octubre de 2022, la serie se renovó para una segunda temporada, con Charles Murray asumiendo el puesto de Watkins como showrunner. La segunda temporada se estrenó el 16 de mayo de 2024. Ha recibido críticas generalmente positivas, con elogios especiales por las actuaciones de su reparto (particularmente Brolin y Poots).

## Premisa
Royal Abbott es un ranchero de Wyoming que lucha por su tierra y su familia. Descubre un misterioso agujero, un vacío negro, en el pasto justo después de la llegada de Autumn, una bohemia deambulante, con una conexión con el rancho de Abbott. Mientras la familia Abbott se enfrenta a la desaparición de su nuera Rebecca, se ven empujados aún más al límite cuando una familia rival, los Tillerson, intenta apoderarse de sus tierras.

## Reparto y personajes

### Principal
- Josh Brolin como Royal Abbott, propietario del rancho Abbott y esposo y padre de Rhett y Perry.
  - Teaguen Arbogast interpreta a Royal Abbot cuando era niño y Christian James lo interpreta como un adulto joven (temporada 2)
- Imogen Poots como Autumn, una extraña joven que llega al rancho Abbott y acampa en la tierra.
- Lili Taylor como Cecilia Abbott, madre de Rhett y Perry
  - Megan West interpreta a la joven Cecilia Abbot (temporada 2)
- Tom Pelphrey como Perry Abbott, el hijo mayor de Royal y padre de Amy.
- Tamara Podemski como la sheriff adjunta Joy Hawk, la sheriff interina del condado donde se encuentra la ciudad de Wabang.[4]
- Lewis Pullman como Rhett Abbott, el hijo menor de Royal
- Noah Reid como Billy Tillerson, el hijo menor de la familia Tillerson.
- Shaun Sipos como Luke Tillerson, el hijo mayor de la familia Tillerson.
  - Preston Alkire interpreta al joven Luke Tillerson
- Olive Elise Abercrombie como Amy Abbott, la hija de Perry de 9 años.
- Isabel Arraiza como María Olivares, una cajera de banco que le interesa a Rhett.

### Recurrente
- Will Patton como Wayne Tillerson, el padre de Billy y Luke y cabeza de familia.
  - Thaddeus Wojcik interpreta al joven Wayne Tillerson cuando era niño (temporada 1) y Daniel Abeles lo interpreta como un adulto joven.
- Matt Lauria como Trevor Tillerson (temporada 1; temporada 2 invitada)
- Matthew Maher como el ayudante Matt (temporada 1; temporada 2 invitada)
- MorningStar Angeline como Martha Hawk, la esposa de Joy Hawk.
- Ofelia García como Rose Hawk
- Deirdre O'Connell como Patricia Tillerson (temporada 1; temporada 2 invitada), la madre de Billy y Luke, y exesposa separada de Wayne.
- Kristen Connolly (temporada invitada 1) y Monette Moio (temporada 2) como Rebecca Abbott, la esposa desaparecida de Perry
- Sam Strike como el ayudante Jess Chinlund (temporada 2)
- Johnny Sneed como el pastor Ken (temporada 2)

### Invitado
- Yrsa Daley-Ward como la Dra. Nia Bintu
- William Sterchi como Todd Barney
- Barry Del Sherman como Frank (temporada 1)
- Kevin Chamberlin como Karl Cleaver (temporada 1)
- William Belleau como Lewis Mays (temporada 2)
- Kimberly Guerrero como Falling Star (temporada 2)
- Michael O'Neill como juez Pettigrew (temporada 2)
- Deborah Strang como Mustang Sally (temporada 2)
- Jim Beaver como Mr.Farber (temporada 2)
- John Ales como Shelton Cape (temporada 2)
- Lily Joy Winder como Flowers (temporada 2)
- River Novin como Mountain Lion (temporada 2)
- Tatanka significa como el oficial Edgar (temporada 2)
- Tokala Black Elk como el oficial Daniel (temporada 2)

## Producción
En febrero de 2020, se anunció que Josh Brolin había firmado para protagonizar Outer Range. La serie cuenta con la producción ejecutiva de Brolin, Brian Watkins, Zev Borow, Heather Rae, Robin Sweet, Lawrence Trilling, Amy Seimetz, Tony Krantz y Brad Pitt a través de Plan B Entertainment. En diciembre de 2020, se anunció que Lewis Pullman, Noah Reid, Shaun Sipos e Isabel Arraiza se habían unido al elenco, junto a Brolin, Imogen Poots, Lili Taylor, Tamara Podemski y Tom Pelphrey. En abril de 2023, Christian James, Megan West, Daniel Abeles, Kimberly Guerrero y Monette Moio fueron elegidos para papeles recurrentes de la segunda temporada.
La serie marca el primer papel de Brolin en una serie de televisión en casi 20 años. Fue filmado durante ocho meses en Las Vegas, Nuevo México. El 6 de octubre de 2022, Amazon renovó la serie para una segunda temporada. La fotografía principal de la segunda temporada comenzó en abril de 2023.
Danny Bensi y Saunder Jurriaans compusieron la música de la serie. Milan Records ha lanzado la banda sonora.

## Estreno
Se lanzó un avance el 9 de marzo de 2022. Los dos primeros episodios de la primera temporada de ocho episodios se estrenaron en Prime Video el 15 de abril de 2022, y se estrenan dos nuevos episodios cada semana.
La segunda temporada de siete episodios se estrenó el 16 de mayo de 2024.

## Recepción

### Respuesta de la crítica
| Temporada | Temporada | Rotten Tomatoes  | Metacritic      |
| --------- | --------- | ---------------- | --------------- |
|           | 1         | 79% (53 reviews) | 60 (23 reviews) |
|           | 2         | —                | 72 (9 reviews)  |